# Alla ricerca della Valle Incantata 4 - La terra delle nebbie
Alla ricerca della Valle Incantata 4 - La terra delle nebbie (The Land Before Time IV: Journey Through the Mists) è un film d'animazione direct-to-video statunitense, quarto film della serie Alla ricerca della Valle Incantata.

## Trama

### Introduzione
Mentre insegue con i suoi amici una libellula, Piedino arriva fino a una sporgenza da dove vede un branco di collilunghi. Subito va a raccontarlo ai nonni che gli dicono che sono un branco in migrazione. Decidono di andare a salutarli. Appena raggiunti danno il benvenuto all'anziana matriarca del branco. Lei domanda a Piedino delle condizioni del clima e della terra, poiché nei luoghi da cui sono venuti tutto è cambiato. Racconta che un tempo, dove vivevano, era come la Valle Incantata, la zona era poi mutata radicalmente a causa delle forti piogge: coccodrilli e altre creature infestavano i fiumi e strane creature si erano stabilite sugli alberi.
Da allora quella terra veniva chiamata "La Terra delle Nebbie". L'anziana matriarca chiese di poter rimanere nella valle insieme agli altri collilunghi. Naturalmente loro erano convinti che la Valle Incantata non sarebbe mai cambiata e optarono per stabilirsi lì, questo rendeva felici gli amici di Piedino. Lungo la strada Piedino sente una risata, crede che sia Tricky ma in realtà è un collolungo femmina, di nome Ali (Eli) con la quale fa subito amicizia. Nel frattempo gli altri trovano Tricky, che era in un cespuglio, e nel mentre arrivano "Due Piedino".
Incontrano quindi Ali ma lei si spaventa perché fino a quel momento aveva viaggiato solo con collilunghi e quindi, non fidandosi, se ne va. Tricky offesa decide di andare a giocare con gli altri. Piedino invece decide di giocare con Ali. Dopo, volendo giocare anche con gli amici decide di cercarli ma è ormai tardi e tornano al nido. Si scopre che il nonno di Piedino è molto malato e l'anziana, che già ha conosciuto la malattia, rivela che l'unica cura è il Fiore della Notte che si trova nella Terra delle Nebbie; tuttavia nessun collolungo vuole andarci per paura. Il nonno dice a Piedino che nel caso fosse morto sarebbe dovuto andare con il nuovo branco di collilunghi insieme alla nonna. Per Piedino è l'ora di andare a dormire, ma non ci riesce a causa della preoccupazione e così decide di andare a cercare il Fiore della Notte per salvare suo nonno.

### La ricerca
Piedino chiede aiuto ad Ali per raggiungere la Terra delle Nebbie, lei è riluttante all'idea di andarci ma lo segue ugualmente poiché gli altri amici di Piedino non conoscono la strada e la risoluzione di Piedino la convince, non volendolo lasciar partire da solo. Piedino ed Ali, arrivano ad una cascata vicino alla quale c'è una caverna che conduce alla Terra delle Nebbie. Decidono di attraversarla però, una volta dentro, non trovano uscite e l'eco della voce di Piedino causa la caduta delle stalattiti e il blocco della caverna.
Ali però rimane fuori, mentre Piedino è bloccato dentro. Intanto nella valle la nonna racconta quello che è successo al nonno e il motivo della fuga di Piedino. Ducky propone che di andarli a riprendere ma la nonna lo sconsiglia per via del pericolo e chiede agli amici di Piedino che promettano di non farlo, ma loro promettono a gambe incrociate, volendolo aiutare. Sono indecisi sul da farsi e Tricky è ancora offesa, quando arriva Ali che racconta dell'accaduto. Tricky testarda non vuole crederci mentre Ducky, Petrie e Spike seguono Ali. Nella caverna Piedino decide di cercare un'altra via di uscita ma si accorge di non essere solo, infatti lo segue un Archelon (tartaruga primitiva) di nome Archie al quale gli racconta l'accaduto.
Nel mentre gli altri arrivano. Nella caverna non vive solo Archie, ma anche Ichy e Dil, un Ichthyornis (uccello primitivo) furbo e maligno e un Deinosuchus (coccodrillo preistorico) altrettanto cattivo ma alquanto miope; essi pur cacciando insieme non vanno in genere d'accordo però decidono di attuare un piano per mangiarsi Piedino. Nello stesso istante Piedino ed Archie da una parte e Ali, Ducky, Petrie e Spike dall'altra cercano di smuovere i massi. In quel momento arrivano Dil e Ichy che li attaccano, Piedino si nasconde in una fenditura mentre Archie si finge una roccia entrando in acqua; per fare uscire dal nascondiglio il piccolo collolungo, Dill comincia a percuotere le pareti, causando una frana e la caduta di stalattiti.
A salvare la situazione arriva Tricky, che comincia a dare una mano agli altri finché con una testata più forte non smuove la frana, facendo cadere delle pietre su Ichy e Dill, stordendoli, e permettendo ai nostri eroi di uscire. Piedino racconta la storia ai suoi amici dopodiché Tricky lo rimprovera di non aver chiesto ai suoi amici di aiutarlo, ed Archie propone una scorciatoia per attraversare la caverna, così finalmente entrano nella Terra delle Nebbie.

### Nella terra delle nebbie
Scesi nella foresta, Tricky si spaventa subito all'arrivo di una lucertola e corre nella nebbia fino a sparire; cercando di raggiungerla, il gruppo la perde per via del passaggio di un branco di Ruba Uova ed un gruppo di Pachycephalosaurus. Mentre la cercano inizia a piovere e si riparano sotto un albero dove sentono degli squittii causati da un gruppo di mammiferi; uno di questi scende e si rifugia in un campo di fiori venendo raggiunto da Spike.
Appena smette di piovere Spike e il topolino fanno amicizia e Ducky lo chiama Solletichino (per via dei peli che fanno il solletico). Piedino gli chiede se ha visto Tricky e lui gli mostra che si trova vicino alla sponda di un fiume. Ma proprio mentre si erano ricongiunti, Tricky cade nell'acqua e rischia di essere trascinata via dalla corrente. Gli altri tentano di salvarla lanciandoli una liana ma arrivano Dill e Ichy che, volendo mangiarsi Tricky, strappano la liana. Ali cerca comunque di salvarla, ma nel farlo cade e sviene. Ichy, vista la scena, plana su di lei e decide di mangiarla (considerandola un dessert) ma finisce incastrato in un tronco.
Ali infine riesce a salvare Tricky saltando sopra Dill ed aiutandola fino ad arrivare a terra, così che mentre Dill e Ichy litigano, Ali e Tricky stringono amicizia. Ali allora capisce che si può fare amicizia anche con altre specie. Il gruppo si allontana. Dopo che Dill riesce a liberare Ichy dal tronco, i due vanno a cercare i piccoli dinosauri anche se è notte; nel frattempo Piedino e gli altri arrivano in un prato erboso dove decidono di dormire.
A un certo punto sbocciano dei fiori dorati così che tutti si accorgono che hanno trovato i Fiori della Notte. Ma mentre ripartono per tornare a casa, arrivano Dill e Ichy che prima tentano di mangiare Petrie poi per poco non catturano Ducky, che sviene e rimane in balia dei due predatori, rischiando di essere mangiata. Tutti allora cominciano a chiamarla, compreso Spike, così Ducky si sveglia e si aggancia a un ramo per sfuggire agli assalitori.
Per salvare la sorella Spike, con una codata, manda Ichy dentro la bocca di Dill e, mentre i due predatori sono distratti, Ducky viene salvata da Petrie. Ichy riesce a uscire dalla bocca di Dil, ma il loro ennesimo fallimento provoca un altro loro litigio e questa volta i due arrivano al limite. Infine, Ichy viene spedito via da un colpo di coda di Dill e Dill viene costretto poi alla fuga, inseguito da un elasmosauro.

### Il ritorno
Dopo che Ducky si è ripresa, decidono di ripartire, dopo aver salutato Solletichino. Arrivati nella valle riescono a far mangiare i Fiori della Notte al nonno di Piedino che guarisce. Qualche giorno più tardi il branco di Ali riparte, così con l'augurio di rivedersi, i due giovani collilunghi si salutano.

## Doppiaggio
| Personaggio | Doppiatore originale | Doppiatore italiano |
| ----------- | -------------------- | ------------------- |
| Piedino     | Scott McAfee         | Rossella Acerbo     |
| Ducky       | Heather Hogan        | Lorenzo De Angelis  |
| Tricky      | Candace Hutson       | Monica Vulcano      |
| Petrie      | Jeff Bennett         | Mino Caprio         |
| Spike       | Rob Paulsen          | Alessio Cigliano    |
| Nonna       | Linda Gary           | Marzia Ubaldi       |
| Nonno       | Kenneth Mars         | Elio Zamuto         |
| Anziana     | Carol Bruce          | Antonella Rinaldi   |
| Ali         | Juliana Hansen       | Ilaria Latini       |
| Dil         | Tress MacNeille      | Roberto Stocchi     |
| Ichy        | Jeff Bennett         | Pasquale Anselmo    |
| Archie      | Charles Durning      | Pino Ammendola      |

## Home Video
In Italia, il film è stato distribuito in VHS dalla CIC Video nel marzo 1997.